# Cholón
El cholón (cholona), també conegut com a seeptsá i tsinganeses, és una llengua del Perú recentment extingida.
Es va parlar a prop d'Uchiza, de Tingo María a Valle a la vall del riu Huallaga de les regions de Huánuco i San Martín.

## Fonologia
A causa de la grafia de pronunciació amateur del castellà que s'utilitza per transcriure el cholón, el seu inventari sonor és incert. El següent és un intent d’interpretar-los (Adelaar 2004: 464).
|            | Labial | Alveolar | Palatal | Velar | Glotal |
| ---------- | ------ | -------- | ------- | ----- | ------ |
| Nasal      | m      | n        | ɲ       | ŋ     |        |
| Oclusiva   | p      | t        |         | k     | ʔ      |
| Africada   |        | ts       | tʃ      |       |        |
| Fricativa  |        | s        | ʃ       | h     |        |
| Aproximant | w      | l        | ʎ, j    |       |        |

Les vocals semblaven ser similars al castellà [a e~ɪ i o~ʊ u].

## Gramàtica
Cholon distingeix gènere gramatical masculí i femení en la  segona persona. És a dir, feia servir diferents formes per "vosaltres" segons si parléssiu amb un home o una dona:
| katsok   | 'casa'                              |
| aktsok   | 'la meva casa'                      |
| miktsok  | 'la teva casa' (parlant un home)    |
| piktsok  | 'la teva casa' (parlant a una dona) |
| intʃamma | 'Què has dit?' (parlant a un home)  |
| intʃampa | 'Què has dit?' (parlant a una dona) |